# Sportpolitik (Deutschland)
Die Sportpolitik umfasst alle Maßnahmen der Förderung sportlicher Aktivitäten, zum Aufbau von Infrastruktur, die Unterstützung von Sportgroßveranstaltungen und enthält Grundsätze des Verhältnisses zwischen der Regierung und den Sportvereinen und Verbänden. Handlungsmöglichkeiten können Ausnahmeregelungen von bestehenden Gesetzen, der Erlass von Richtlinien und Gesetzen, Regelungen mit Verfassungsrang oder die Durchführung von Studien und Untersuchungen sein.

## Internationale Einflüsse
Internationale Einflüsse ergeben sich vor allem durch bilaterale Beziehungen zwischen Staaten und dem entsprechenden Austausch auf der Fachebene, auf welcher verschiedene Themen besprochen werden. Darüber hinaus wirken internationale Verbände auf die Politik ein, z. B. die UN, die UNESCO oder die UEFA. Regelmäßig werden einzelne Treffen, Seminare, Kongresse, Symposien und Workshops durchgeführt.

## Internationale Sportpolitik

### Europäische Union
Die Sportpolitik der Europäischen Union ist in Art. 165 AEUV definiert. Als Grundlage werden die Werte Fairness, Offenheit von Sportwettkämpfen, Zusammenarbeit und Unversehrtheit der Sportler festgelegt. Regelmäßig wird der Sport durch Förderprogramme und gesetzgeberische Initiativen der EU-Kommission unterstützt.

## Bundesregierung
Die Sportpolitik der Bundesregierung orientiert sich an den festgelegten Grundsätzen der Autonomie des Sports, der Subsidiarität und der partnerschaftlichen Zusammenarbeit. Auf Grundlage dieser Grundsätze werden Ereignisse, die innerhalb eines Verbands oder Vereins stattfinden, in der Regel nicht kommentiert und nur mit dem Appell versehen, schnell wieder die Arbeitsfähigkeit des Akteurs wieder herzustellen. Die Ziele der Sportpolitik sind die Förderung des Leistungs- und Spitzensports (für Breitensport sind die Bundesländer zuständig), die Digitalisierung des Politikbereichs, die Bekämpfung von Doping mit der Schaffung gesetzlicher Regularien und der Finanzierung der NADA und die Förderung des Behindertensports. Wichtige Themen der 18. Legislaturperiode waren die Spitzensportreform 2017, neue Gesetze zur Bekämpfung des Dopings, der Sportstättenbau, das Bundesprogramm „Integration durch Sport“ und verschiedene Projekte wie „Willkommen im Fußball“. Regelmäßig wird der Deutsche Bundestag über aktuelle sportpolitische Entwicklungen in Form von Berichten informiert. Der aktuelle 14. Sportbericht der Bundesregierung enthält alle Aktivitäten der 18. Legislaturperiode. Bedeutende Akteure auf Bundesebene sind der Sportausschuss des Deutschen Bundestags und die Verbände. Dazu zählen der Deutsche Olympische Sportbund (DOSB), der Deutsche Fußball-Bund (DFB), die Deutsche Fußball Liga (DFL), der Deutsche Leichtathletik-Verband (DLV), der Deutsche Handballbund (DHB), der Deutsche Behindertensportverband sowie weitere Verbände anderer Sportarten.

## Bundesländer

### Baden-Württemberg
Das Bundesland Baden-Württemberg hat die Initiative „Spitzensportland Baden-Württemberg“ ins Leben gerufen. Die Sportpolitik wird durch den Solidarpakt Sport für den Zeitraum 2017 bis 2026 finanziert. Die Vereine werden im Rahmen von Programmen wie „Gemeinsam gegen Doping“ und einem Kooperationsprogramm zwischen Schulen und Sportvereinen unterstützt.

### Bayern
Bayern engagiert sich im Bereich der Sportpolitik auf den Gebieten Gesundheit, Integration, der Bekämpfung von Extremismus, der Dopingbekämpfung und der Sportentwicklung.

### Berlin
In Berlin ist die Senatsverwaltung für Inneres, Digitalisierung und Sport für die Sportpolitik zuständig. Eine wichtige Grundlage ist die Berliner Sporterklärung. Thematisch relevant ist die weitere Entwicklung des Olympiastadions und des Friedrich-Ludwig-Jahn-Sportparks sowie der weitere Ausbau und die Sanierung der Schwimmhallen, festgelegt im Bäderkonzept 2025. Das Sportanlagensanierungsprogramm beinhaltet Pläne für die Sanierung der Sportinfrastruktur. Um den Sport in Berlin zu vermarkten, wurde die Sportmetropole Berlin gegründet.

### Brandenburg
Das Land Brandenburg hat eine Landessportkonferenz eingesetzt. Diese hat die Aufgabe, die Landesregierung zu sportpolitischen Fragen zu beraten.

### Bremen
Für Bremen hat das Institut für Kooperative Planung und Sportentwicklung die Grundlagen zur kommunalen Sportentwicklungsplanung entwickelt. Für eine bedarfsgerechte Planung wurde eine Bestandsaufnahme durchgeführt und der Bedarf anhand wissenschaftlicher Methoden, z. B. eine Befragung und einer Bevölkerungsprognose festgestellt. Die Sportpolitik orientiert sich an Leitzielen:
- Leitziel 1: Sport und Bewegung für alle
- Leitziel 2: Entwicklung der Sportvereine
- Leitziel 3: Sport- und Bewegungsräume im öffentlichen Raum
- Leitziel 4: Sportplätze für den Schul- und Vereinssport
- Leitziel 5: Hallen und Räume für den Schul- und Vereinssport
- Leitziel 6: Sondersportanlagen
- Leitziel 7: Informationen über Sport und Bewegung
- Leitziel 8: Förderung von Sport und Bewegung

Im Rahmen dieses Berichts wurde auch die Geschichte der Sportpolitik näher betrachtet.

### Hamburg
In Hamburg wurde der 9. Hamburger Sportbericht durch die Zukunftskommission Sport veröffentlicht. in der Sportpolitik werden verschiedene Ziele verfolgt:
- Dekadenziel 1: SPORTmachtSTADT – Stadtteilentwicklung durch Sport und Bewegung
- Dekadenziel 2: PLATZmachtSPORT – Investition in die Zukunft der Sportanlagen
- Dekadenziel 3: SPORTmachtUMWELT – Bewegung für Umwelt
- Dekadenziel 4: EVENTmachtHAMBURG – Stadt als Stadion für Ligen und Sportevents
- Dekadenziel 5: SPORTmachtUMWELT – Bewegung für Umwelt
- Dekadenziel 6: SPORTmachtGESUND – Gesundheit mit Bewegung
- Dekadenziel 7: HAMBURGmachtSERVICE – Öffentliche Verwaltung für Sport
- Dekadenziel 8: SPORTmachtHAMBURG – konzentriert an die Spitze
- Dekadenziel 9: HAMBURGmachtSTARK – Weiterentwicklung des „Sports für Alle“
- Dekadenziel 10: SPORTmachtPOLITIK – Stadtgesellschaft in Bewegung

Die Stadt wurde für ihre Aktivitäten als „Global Active City“ ausgezeichnet.

### Hessen
In Hessen werden über sportpolitische Programme Gelder für Vereine und Institutionen bereitgestellt. Seit 2007 werden unter der Marke „Sportland Hessen“ mit dem gleichnamigen Sonder-Investitionsprogramm Mittel für die Sportstättensanierung bereitgestellt. Von 2008 bis 2012 erfolgten über das Hallenbad Investitionsprogramm „HAI“ Investitionen über rund 50 Mio. € in die Sanierung und Modernisierung von Schwimmbädern. Ab 2016 lag der Schwerpunkt im Sonderprogramm „Neubau, Erhaltung und Sicherung von Sportstätten“ ebenfalls auf der Sportstättensanierung. Das Programm lief 2019 aus. Ein weiteres Instrument war das Förderprogramm „Sport und Flüchtlinge“, mit welchem der inklusive Sport gestärkt werden sollte. Mit der Landessportkonferenz existiert in Hessen ein Gremium, welches als Kommunikationsplattform zwischen der Landesregierung und den sportpolitischen Akteuren dient.

### Mecklenburg-Vorpommern
2018 beschlossen das Land Mecklenburg-Vorpommern und der Landessportbund einen Sportpakt bis 2021. Über diesen sollen Fördermittel bereitgestellt werden. Die Ziele sind der Erwerb von Großsportgeräten, Mittel für das Ehrenamt, die Stärkung des Nachwuchsleistungssports und die Deckung anderer Bedarfe der Vereine.

### Niedersachsen
Die niedersächsische Sportpolitik umfasst mehrere Methoden der Unterstützung für die Sportvereine. Die Sportpolitik beinhaltet die Finanzierung von Anschaffungen und indirekte Mittel. Im August 2013 startete die Kampagne „Gemeinsam fair“ mit niedrigschwelligen Aktivitäten, welche präventiv wirken sollte und zur Reduzierung von Gewalt im Fußball beitrug.

### Nordrhein-Westfalen
Nordrhein-Westfalen hat 12 Ziele der Sportpolitik definiert. Die wichtigsten Punkte sind eine Partnerschaft zwischen Land und Sport, der Leistungssport, das Ehrenamt, der Ausbau der Angebote und die Modernisierung von Sportstätten. Der Aktionsplan „Sport und Inklusion in Nordrhein-Westfalen 2019 bis 2022“ wurde mit Experten entwickelt und stellt finanzielle Mittel für Sportvereine zur Verfügung.

### Rheinland-Pfalz
Die CDU-Fraktion des Landtags in Rheinland-Pfalz initiierte eine Große Anfrage über die Sportpolitik des Bundeslandes. Die Antwort erfolgte in den Kapiteln Finanzierung des Sports, Sport in den Kommunen, Sportstätten, die Rolle des Sports bei der Integration, Gewalt im Sport, Sport und Bildung Breitensport, Entwicklung des Leistungssports in Rheinland-Pfalz und Behindertensport. Aus den Antworten geht hervor, dass sich die Landesregierung vor allem als Partner der Sportvereine sieht und Beratungsdienstleistungen anbietet. Viele Mittel flossen in das 2006 gestartete Bäderprogramm. Eine große Bedeutung besitzt die Öffentlichkeitsarbeit. Für die Gewinnung neuer Mitglieder für die Vereine werden Flyer entwickelt und Kooperationen unterstützt.

### Saarland
Im Saarland entscheidet die Sportplanungskommission über die Vergabe finanzieller Mittel. Die rechtliche Grundlage ist das Saarländische Gesetz zur Ausführung des Staatsvertrages zum Glücksspielwesen in Deutschland. Die Richtlinie über die Verwendung von Sporttotomitteln zur Förderung des Sports im Saarland enthält weitere Maßgaben für die Vergabe von Zuschüssen.

### Sachsen
In Sachsen wird sowohl konsumtiv als auch investiv in den Sport investiert. Für das Sportland Sachsen sind im Doppelhaushalt 2021/2022 mehr Mittel für die Übungsleiterpauschale, für Integration und für die Bewältigung der Folgen der Corona-Krise vorgesehen.

### Sachsen-Anhalt
Sachsen-Anhalt hat ein Sportkuratorium zur Umsetzung der Sportpolitik ins Leben gerufen. Die rechtliche Grundlage ist § 5 des Sportfördergesetzes. Die Mitglieder erörtern Punkte mit Bezug zur Bundes-, Landes- und Vereinsebene.

### Schleswig-Holstein
Aufgrund der geografischen Lage hat das Land Schleswig-Holstein Schwerpunkte in den Sportarten Segeln, Rudern und Beachvolleyball.

### Thüringen
Das Land Thüringen initiiert zahlreiche sportpolitische Aktivitäten. 2012 veranstalteten sportpolitische Akteure gemeinsam mit ehrenamtlichen Initiativen das frauenpolitische Themenjahr unter dem Motto Frauen und Sport. Ein weiterer Schwerpunkt ist die Finanzierung von Projekten und Konzepten. Für Oberhof wurde ein Handlungskonzept „Wintersport- und Tourismuszentrum Oberhof“ entwickelt. Zwei wichtige Projekte wurden zu den Themen Gewalt und Radikalisierung im Sport und Jugendsport durchgeführt. Seit 2012 wird der „Maßnahmenplan der Landesregierung zur Umsetzung der UN-Konvention über die Rechte von Menschen mit Behinderung“ auch in den sportpolitischen Aspekten umgesetzt.

## Zuständigkeiten auf Bundesebene
| Bundesministerium                                                                    | Zuständigkeiten                                                                                         |
| ------------------------------------------------------------------------------------ | --- |
| Auswärtiges Amt                                                                      | Erteilung von Visa und internationale Sportförderung                                                    |
| Bundesministerium der Finanzen                                                       | Steuerangelegenheiten und Spitzensportförderung der Bundeszollverwaltung                                |
| Bundesministerium der Verteidigung                                                   | Förderung von Sportangeboten der Bundeswehr: Dienst- und Ausgleichssport                                |
| Bundesministerium für Wirtschaft und Klimaschutz                                     | Wirtschaftliche Aspekte des Sports                                                                      |
| Bundesministerium für Arbeit und Soziales                                            | Sport in Arbeit und Beruf, Versehrtensport, Behindertensport                                            |
| Bundesministerium für Bildung und Forschung                                          | Förderung von wissenschaftlichen Arbeiten im Bereich Sport, Förderung von Universitäten mit Professuren |
| Bundesministerium für Familie, Senioren, Frauen und Jugend                           | Förderung von Sportangeboten mit Schwerpunkt auf gesellschaftliche Gruppen                              |
| Bundesministerium für Gesundheit                                                     | Förderung von Sportangeboten für die Gesundheitsvorsorge                                                |
| Bundesministerium für Digitales und Verkehr                                          | Zuständig für Eisenbahnsportvereine                                                                     |
| Bundesministerium für Umwelt, Naturschutz, nukleare Sicherheit und Verbraucherschutz | Prüfung von Sportangeboten in Bezug auf Umweltaspekte und Gesetzgebung                                  |
| Bundesministerium für wirtschaftliche Zusammenarbeit und Entwicklung                 | Sport in der Entwicklungsarbeit                                                                         |

## Zuständigkeiten auf Landesebene
| Bundesland             | Landesministerium                                                                                      |
| ---------------------- | --- |
| Baden-Württemberg      | Ministerium für Kultus, Jugend und Sport Baden-Württemberg                                             |
| Bayern                 | Bayerisches Staatsministerium des Innern, für Sport und Integration                                    |
| Berlin                 | Senatsverwaltung für Inneres, Digitalisierung und Sport                                                |
| Brandenburg            | Ministerium für Bildung, Jugend und Sport des Landes Brandenburg                                       |
| Bremen                 | Die Senatorin für Soziales, Jugend, Integration und Sport                                              |
| Hamburg                | Behörde für Inneres und Sport                                                                          |
| Hessen                 | Hessisches Ministerium des Innern und für Sport                                                        |
| Mecklenburg-Vorpommern | Ministerium für Soziales, Gesundheit und Sport des Landes Mecklenburg-Vorpommern                       |
| Niedersachsen          | Niedersächsisches Ministerium für Inneres und Sport                                                    |
| Nordrhein-Westfalen    | Staatskanzlei des Landes Nordrhein-Westfalen                                                           |
| Rheinland-Pfalz        | Ministerium des Innern und für Sport des Landes Rheinland-Pfalz                                        |
| Saarland               | Saarländisches Ministerium für Inneres, Bauen und Sport                                                |
| Sachsen                | Sächsisches Staatsministerium des Innern                                                               |
| Sachsen-Anhalt         | Ministerium für Inneres und Sport des Landes Sachsen-Anhalt                                            |
| Schleswig-Holstein     | Ministerium für Inneres, ländliche Räume, Integration und Gleichstellung des Landes Schleswig-Holstein |
| Thüringen              | Thüringer Ministerium für Bildung, Jugend und Sport                                                    |

## Sportministerkonferenz
In der Sportministerkonferenz beraten die politischen Entscheidungsträger regelmäßig über länderübergreifende Angelegenheiten. Es gibt 5 ständige Gremien. Dies sind der Ausschuss Leistungssport, der Ausschuss Sportstätten, der Ausschuss Breitensport, der Ausschuss Integrität des Sports und die Ad-hoc-AG Sportgroßveranstaltungen. Darüber hinaus werden Vertreter für die Gremien der Europäischen Union bestimmt.

## Interessenvertretung
Die Landessportverbände vertreten die Interessen der Sportvereine in der Politik:
| Bundesland             | Landessportverband                     |
| ---------------------- | -------------------------------------- |
| Baden-Württemberg      | Landessportverband Baden-Württemberg   |
| Bayern                 | Bayerischer Landes-Sportverband        |
| Berlin                 | Landessportbund Berlin                 |
| Brandenburg            | Landessportbund Brandenburg            |
| Bremen                 | Landessportbund Bremen                 |
| Hamburg                | Hamburger Sportbund                    |
| Hessen                 | Landessportbund Hessen                 |
| Mecklenburg-Vorpommern | Landessportbund Mecklenburg-Vorpommern |
| Niedersachsen          | Landessportbund Niedersachsen          |
| Nordrhein-Westfalen    | Landessportbund Nordrhein-Westfalen    |
| Rheinland-Pfalz        | Landessportbund Rheinland-Pfalz        |
| Saarland               | Landessportverband für das Saarland    |
| Sachsen                | Landessportbund Sachsen                |
| Sachsen-Anhalt         | Landessportbund Sachsen-Anhalt         |
| Schleswig-Holstein     | Landessportverband Schleswig-Holstein  |
| Thüringen              | Landessportbund Thüringen              |